# Les Lyonnais
Les Lyonnais is een Franse film van Olivier Marchal die werd uitgebracht in 2011. 

## Verhaal
Edmond 'Momon' Vidal en zijn beste vriend Serge Suttel zijn samen opgegroeid in een zigeunerkamp waar trouw, trots en familiewaarden hoog in het vaandel gedragen worden. Als jongeman komen ze een eerste keer in aanraking met het gerecht als ze streng worden gestraft voor het stelen van een bak kersen. Aan het begin van de jaren zeventig worden Momon en Serge de kopstukken van de Bende van Lyon. Met hun snel berucht wordende bende plegen ze verscheidene spectaculaire overvallen. Na hun aanhouding in 1974 wordt Momon veroordeeld tot tien jaar gevangenisstraf waarvan hij er zeven uitzit. 
Na zijn vrijlating besluit hij zich uit het criminele milieu terug te trekken. Hij leidt sindsdien een geregeld en rustig leven met zijn familie voor wie hij een fatsoenlijke echtgenoot, vader en grootvader geworden is. En nu, dertig jaar later, is hij zestig.
Net dan wordt Momon bruusk herinnerd aan zijn verleden. Hij verneemt dat de politie Serge heeft aangehouden. Serge, die altijd op het zwaar crimineel pad gebleven is, wordt voor lange jaren achter de tralies gedraaid. Momon komt voor een dilemma te staan: zijn familiaal leven voortzetten zoals hij het ooit beloofd heeft aan zijn vrouw Janou en Serge laten wegrotten of zijn loyaliteit tegenover Serge tonen en hem (helpen) bevrijden.      

## Rolverdeling
| Acteur            | Personage                       |
| ----------------- | ------------------------------- |
| Gérard Lanvin     | Edmond Vidal, 'Momon'           |
| Tchéky Karyo      | Serge Suttel                    |
| Daniel Duval      | Christo Avetisian               |
| Lionnel Astier    | Dany Devedjian                  |
| Étienne Chicot    | Nick Karastidis, 'le Grec'      |
| Valeria Cavalli   | Janou Vidal, vrouw van Momon    |
| Estelle Skornik   | Lilou Suttel, dochter van Serge |
| Patrick Catalifo  | commissaris Max Brauner         |
| Laurent Fernandez | Zerbib                          |
| Dimitri Storoge   | Momon als jonge man             |
| Olivier Chantreau | Serge als jonge man             |
| Stéphane Caillard | Janou als jonge vrouw           |
| François Levantal | Joan Chavez                     |